# Monelliopsis
Monelliopsis  (лат.) — род тлей из подсемейства Calaphidinae (Panaphidini). Северная Америка (Мексика, США). Вид Monelliopsis pecanis интродуцирован из Америки в Африку (Египет, ЮАР), Европу (Сицилия), а вид Monelliopsis caryae в 1984 году был завезён в Европу (Франция; Португалия; Испания).

## Описание
Мелкие насекомые, длина около 2 мм.
Ассоциированы с растениями Juglandaceae, Juglans, Carya. Диплоидный набор хромосом 2n=10, 18.
- Monelliopsis bisetosa Richards, 1966
- Monelliopsis bisselli Quednau, 2000[3]
- Monelliopsis californica
- Monelliopsis caryae (Monell, 1879)
  - =Callipterus caryae Monell
- Monelliopsis nigropunctata (Granovsky, 1931)
- Monelliopsis pallida Quednau, 2000
- Monelliopsis pecanis Bissell, 1983[4]
- Monelliopsis pleurialis Richards, 1965
- Monelliopsis quadrimaculata Quednau, 2000
- Monelliopsis tuberculata Richards, 1966